# Lise de la Salle
Lise de la Salle (Cherbourg, 8 maggio 1988) è una pianista francese.

## Biografia
Ha dato il suo primo concerto all'età di 9 anni per Radio France.
Dopo aver vinto numerosi concorsi in Francia, ha vinto a 12 anni il Primo Premio al Settimo Concorso Internazionale di Ettlingen, in Germania. È stata vincitrice del premio "Fondation d'entreprise Groupe Banque Populaire-Natexis" e, successivamente, ha vinto il Primo Premio "European Young Concert Artists" a Parigi nell'ottobre 2003, e il Primo Premio "Young Concert Artists International Auditions' a New York nel gennaio 2004.
Dal 1998, Lise de la Salle ha studiato con Pascal Nemirovski, maestro fondamentale nella sua formazione. Si è diplomata nel 2001 al Conservatorio di Parigi nella classe di Pierre Reach.
Dal 2001, è stata invitata a tenere concerti in Francia e all'estero in numerosi festival: Auditorium del Louvre, Midem, Herkulessaal di Monaco di Baviera, Opera d'Avignone, Palazzo delle Belle Arti di Bruxelles, Konzerthaus di Berlino, Festival di La Roque-d'Anthéron, Musica a Serres d'Auteuil, Saint Riquier Festival, Auditorium Maurice Ravel di Lione, Festival Bad Kissingen, Philharmonie a San Pietroburgo, ecc. Ha debuttato nel 2003 a Berlino e poi a Tokyo, Washington e New York nel 2004.
Nel 2005, ha fatto una tournée in Giappone, negli Stati Uniti e in Germania. È stata invitata a suonare con l'Orchestra dell'Opéra d'Avignone, l'Orchestra nazionale de l'Ile-de-France, l'Orchestra d'Auvergne, l'Orchestra dello Schleswig Holstein, l'Orchestra Nazionale belga, l'Orchestre National de Lyon, la Staatsorchester Rheinische Philharmonie, Orchestra Ensemble Kanazawa, la Staatskapelle di Weimar, la Kammerorchester Heilbronn Württembergisches il Sinfoniker Petersburger, l'Orchestra Gulbenkian, l'Orchestra Sinfonica di Pasadena, ecc.
Suona sotto la direzione di Lawrence Foster, Jun Märkl Moshe Atzmon, Arie van Beek, Andreas Stoehr, Patrick Davin, Hannu Lintu, Jorge Mester, Keith Lockhart, Alexander Dmitriev, Giacomo Gaffigan, ecc.
Il primo disco dedicato a Ravel e Rachmaninov acclamato dalla critica, nel 2002, ha segnato l'inizio della sua collaborazione con l'etichetta Naïve Classique, per la quale lei registra in esclusiva. La sua seconda registrazione (Bach-Liszt) riceve il "CD del Mese" da premio Gramophone, la rivista più influente della musica classica nel mondo.
Nel 2006 ha debuttato nella prestigiosa serie di concerti per pianoforte a quattro stelle a Parigi e a Zurigo, Lisbona, Copenaghen, Quebec, ecc. È anche invitata dal Deutsches Symphonie di Berlino, e Semyon Bychkov a Colonia per il concerto di apertura della stagione 2006/2007.
Lise de la Salle è stata anche invitata a Nantes per l'edizione 2010 del festival La Folle Journée dedicato a Chopin e ha partecipato al Festival 2011 di Musica Classica 1001 note a Limousin.